# Buddelundia albomarginata
Buddelundia albomarginata är en kräftdjursart som beskrevs av Wahrberg 1922. Buddelundia albomarginata ingår i släktet Buddelundia och familjen Armadillidae. Inga underarter finns listade i Catalogue of Life.